# Carlos Kaiser
Carlos Henrique Raposo  (2. travnja 1963.), bivši brazilski nogometaš poznat kao Carlos Kaiser. Igrao je kao napadač. Iako su mu sposobnosti bile daleko ispod profesionalnog standarda, uspio je potpisati ugovore s brojnim klubovima tijekom desetljetne karijere. Nikad nije igrao redovnu igru, a svoju je ograničenu sposobnost sakrivao ozljedama, čestim promjenama momčadi i drugim.

## Rana karijera
Nadimak "Kaiser" je dobio zbog navodne sličnosti s Franzom Beckenbauerom kad je bio mlad (iako njegov prijatelj Luiz Maerovitch tvrdi da je nadimak proizašao iz sličnosti s bocom Kaiser piva). Carlos Kaiser započeo je svoju karijeru u Botafogou, a zatim u Flamengu. 1979. godine impresionirao je izviđače Pueble tijekom treninga i potpisao ugovor s tim meksičkim klubom. Napustio ga je nekoliko mjeseci kasnije nakon što nije odigrao niti jednu utakmicu.

## Nogometaš
Kasnije se vratio u Brazil i započeo karijeru kao nogometaš, budući da je "želio biti nogometaš, ali nije želio igrati nogomet", postajući prijatelj mnogih nogometaša poput Carlosa Alberta Torresa, Ricarda Rocha i Renata Gaúcha, tako da je imao veliku mrežu koja bi mu se mogla preporučiti kad god bi ga trebao prebaciti u novi klub. S tjelesnom građom sličnom profesionalnim nogometašima, ali s nedostatkom vještina, njegova se prevara sastojala u potpisivanju kratkih ugovora i izjavama da mu nedostaje kondicijska utakmica, tako da će prve tjedne provesti samo uz fizički trening gdje može blistati. Kad bi morao trenirati s drugim igračima, opravdavao se ozljedom potkoljenice. Tadašnja tehnologija otežavala je otkrivanje prevare. Imao je stomatologa koji je tvrdio da ima žarišnu infekciju kad god bilo koji klub želi ići dalje. Slijedeći ove korake, uspio je ostati nekoliko mjeseci u različitim klubovima samo trenirajući i bez ikakvog izlaganja prevari.

## Karijera u klubu
Među svojim prevarama tvrdio je da je igrao u Argentini u Talleres de Córdobi i Independiente-u, a doveo ga je čovjek po imenu "Alejandro", koji je bio prijatelj Jorgea Burruchaga i tvrdio da je bio dio momčadi koja je osvojila i Kopu 1984. godine Libertadores i Interkontinentalni kup 1984. godine predstavljajući se Carlosom Enriqueom, argentinskim igračem koji je zaista bio dio momčadi.